# Wybory parlamentarne w Izraelu w kwietniu 2019 roku
Wybory parlamentarne w Izraelu do Knesetu XXI kadencji zostały zarządzone na dzień 9 kwietnia 2019 roku.

## Podłoże
24 grudnia 2018 premier Binjamin Netanjahu rozwiązał parlament dwudziestej kadencji i zarządził przedterminowe wybory. Główną przyczyną decyzji podjętej przez szefa rządu był brak zgody na ustawę o objęciu ultraortodoksyjnych wyznawców judaizmu obowiązkiem służby wojskowej, co doprowadziło do rozpadu koalicji. Innym czynnikiem zmuszającym Netanjahu do ogłoszenia wcześniejszych wyborów była decyzja Awigdora Liebermana, w listopadzie 2018, o rezygnacji z teki ministra obrony i opuszczenia koalicji rządowej przez Nasz Dom Izrael. W wyniku tego większość paralamentarna dysponowała zaledwie dwoma głosami przewagi nad opozycją (61–59). Rezygnacja Liebermana była podyktowana rozejmem jaki zawarł Netanjahu z Hamasem. Była to z kolei odpowiedź na serie ataków rakietowych ze Strefy Gazy na miasta izraelskie – głównie Aszkelon, Aszdod, Kirjat Malachi), osiedla wokół Strefy Gazy i na Negewie. Były minister obrony opowiadał się za stanowczą, zbrojną odpowiedzią wobec ataków, a porozumienie zawarte przez Netanjahu nazwał „kapitulacją wobec terroru”, w świetle której nie może brać dalej udziału w pracach rządu.

## System wyborczy
120 deputowanych do Knesetu wybieranych jest w ordynacji proporcjonalnej z zamkniętych list w jednym ogólnokrajowym okręgu wyborczym. Próg wyborczy w wyborach wynosi 3,25%.

## Listy wyborcze
Niektóre listy wyborcze zgłoszone do wyborów:
- Lewica: Partia Pracy i Merec
- Centrum: Niebiesko-Biali (koalicja partii Moc Izraela, Telem i Jest Przyszłość), My Wszyscy, Zehut i Geszer
- Prawica: Likud, Nasz Dom Izrael, Unia Partii Prawicowych (koalicja partii Żydowski Dom, Tekuma i Żydowska Siła), Nowa Prawica
- Partie ortodoksyjne: Szas i Zjednoczony Judaizm Tory
- Partie arabskie: Hadasz-Ta’al i Ra’am-Balad

## Wyniki wyborów
W wyborach wzięło udział 4 309 270 osoby spośród 6 339 729 uprawnionych co dało frekwencję 68,46%. 30 983 głosów było nieważnych.
Oficjalne wyniki wyborów:
| Partia                                                         | Głosy     | %      | Miejsca | +/- | Przywódca                             | Uwagi                                                                                           |
| -------------------------------------------------------------- | --------- | ------ | ------- | --- | ------------------------------------- | ----------------------------------------------------------------------------------------------- |
| Likud                                                          | 1 140 370 | 26,46% | 35      | 5   | Binjamin Netanjahu                    |                                                                                                 |
| Niebiesko-Biali (Moc Izraela, Telem i Jest Przyszłość)         | 1 125 881 | 26,13% | 35      | 24  | Beni Ganc, Mosze Ja’alon, Ja’ir Lapid | w stosunku do wyniku Jest Przyszłość                                                            |
| Szas                                                           | 258 275   | 5,99%  | 8       | 1   | Arje Deri                             |                                                                                                 |
| Zjednoczony Judaizm Tory                                       | 249 049   | 5,78%  | 8       | 2   | Ja’akow Litzman                       |                                                                                                 |
| Hadasz-Ta’al                                                   | 193 442   | 4,49%  | 6       |     | Ajman Auda, Ahmad at-Tajjibi          | w stosunku do wyniku w ramach Zjednoczonej Listy                                                |
| Partia Pracy                                                   | 190 870   | 4,43%  | 6       | 12  | Awi Gabbaj                            | w stosunku do wyniku w ramach Unii Syjonistycznej                                               |
| Nasz Dom Izrael                                                | 173 004   | 4,01%  | 5       | 1   | Awigdor Lieberman                     |                                                                                                 |
| Unia Partii Prawicowych (Żydowski Dom, Tekuma i Żydowska Siła) | 159 468   | 3,70%  | 5       | 3   | Rafi Perec, Becalel Smotricz          | w stosunku do wyniku Żydowskiego Domu, troje byłych posłów ŻD kandydowało z listy Nowej Prawicy |
| Merec                                                          | 156 473   | 3,63%  | 4       | 1   | Tamar Zandberg                        |                                                                                                 |
| My Wszyscy                                                     | 152 756   | 3,54%  | 4       | 6   | Mosze Kachlon                         |                                                                                                 |
| Ra’am-Balad                                                    | 143 666   | 3,33%  | 4       | 3   | Mansur Abbas                          | w stosunku do wyniku w ramach Zjednoczonej Listy                                                |
| Nowa Prawica                                                   | 138 598   | 3,22%  | 0       |     | Naftali Bennett, Ajjelet Szaked       | nowe ugrupowanie założone przez troje posłów Żydowskiego Domu                                   |
| Zehut                                                          | 118 031   | 2,74%  | 0       |     | Mosze Feiglin                         |                                                                                                 |
| Geszer                                                         | 74 701    | 1,73%  | 0       |     | Orli Lewi-Abekasis                    | nowe ugrupowanie założone przez posłankę Nasz Dom Izrael                                        |
| Inne partie                                                    | 33 660    | 0,83%  | 0       |     |                                       | łącznie 29 ugrupowań                                                                            |

Pogrubioną czcionką oznaczono ugrupowania, które przekroczyły próg wyborczy 3,25%

### Posłowie
Posłowie wybrani w wyborach:
| Partia                   | Posłowie |
| ------------------------ | --- |
| Likud                    | Binjamin Netanjahu, Juli-Jo’el Edelstein, Jisra’el Kac, Gilad Erdan, Gidon Sa’ar, Miri Regew, Jariw Lewin, Jo’aw Galant, Nir Barkat, Gila Gamli’el, Awi Dichter, Ze’ew Elkin, Chajjim Kac, Cachi Hanegbi, Ofir Akunis, Juwal Steinitz, Cippi Chotoweli, Dawid Amsalem, Amir Ochanna, Ofir Kac, Etti Chawa Atijja, Jo’aw Kisz, Dawid Bitan, Keren Barak, Szelomo Karaj, Miki Zohar, Eli Ben-Dahan, Szaren Haskel, Michal Szir Segman, Keti Szitrit, Fatin Mulla, Maj Golan, Uzzi Dajan, Ari’el Kelner, Osnat Hilla Mark                         |
| Niebiesko-Biali          | Beni Ganc, Ja’ir Lapid, Mosze Ja’alon, Gabi Aszkenazi, Awi Nissenkorn, Me’ir Kohen, Miki Chajjimowicz, Ofer Szelach, Jo’az Hendel, Orna Barbiwaj, Micha’el Biton, Jechi’el Mosze Troper, Ja’el German, Cewi Hauzer, Orit Farkasz-Hakohen, Karin Elharrar, Meraw Kohen, Jo’el Razwozow, Asaf Zamir, Jizhar Szaj, Elazar Sztern, Miki Lewi, Omer Jankelewicz, Penina Tamanu, Ghadir Marih, Ram Ben-Barak, Alon Szuster, Jo’aw Segalowicz, Ram Szefa, Bo’az Toporowski, Orli Fruman, Etan Ginzburg, Gadi Jewarkan, Idan Rol, Jora’i Lahaw-Hercano |
| Szas                     | Arje Deri, Jicchak Kohen, Meszullam Nahari, Ja’akow Margi, Jo’aw Ben Cur, Micha’el Malchieli, Mosze Arbel, Jinnon Azulaj |
| Zjednoczony Judaizm Tory | Ja’akow Litzman, Mosze Gafni, Me’ir Porusz, Uri Maklew, Ja’akow Tesler, Ja’akow Aszer, Jisra’el Eichler, Jicchak Ze’ew Pindrus |
| Hadasz-Ta’al             | Ajman Auda, Ahmad at-Tajjibi, Ajida Tuma-Sulajman, Usama Sadi, Ofer Kasif, Jusuf Dżabarin |
| Partia Pracy             | Awi Gabbaj, Tal Ruso, Icik Szmuli, Setaw Szafir, Szelli Jachimowicz, Amir Perec |
| Nasz Dom Izrael          | Awigdor Lieberman, Oded Forer, Jewgienij Sowa, Eli Awidar, Julia Malinowski |
| Unia Partii Prawicowych  | Rafi Perec, Becalel Smotricz, Moti Jogew, Ofir Sofer, Idit Silman |
| Ra’am-Balad              | Mansur Abbas, Imtanis Szihada, Abd al-Hakim Hadżdż Jahja, Hiba Jazbak |
| My Wszyscy               | Mosze Kachlon, Eli Kohen, Jifat Szasza-Bitton, Ro’i Folkman |
| Merec                    | Tamar Zandberg, Ilan Gilon, Michal Rozin, Isawi Furajdż |